# Andrena albuginosa
Andrena albuginosa är en biart som först beskrevs av Henry Lorenz Viereck 1904.  Andrena albuginosa ingår i släktet sandbin, och familjen grävbin. Inga underarter finns listade i Catalogue of Life.